# 桌子山岩画群
桌子山岩画群，位于中华人民共和国內蒙古自治區乌海市与鄂尔多斯市交界处的桌子山，於1973年被当地牧民发现，於1979年起正式被考古学界关注并加以研究。岩画分布在桌子山西麓，大部分位于山地缓坡处，其余均在悬崖峭壁上。2013年，桌子山岩画群被列为全国重点文物保护单位。

## 发现
桌子山位于乌海市东南15公里处，是贺兰山北部的余脉，因其远看像桌子而得名。早在北魏时期，郦道元就在《水经注》当中留有对桌子山岩画的记载。1973年，当地牧民在回家途中注意到了桌子山岩画，并将这个消息转告给了当地铅矿学校的一名教师。这名教师于1979年将消息上报给了当地文物部门。发现岩画的消息随后传开，并随即吸引了大批的文物工作者前来考察:61，经断代后该地区的岩画被认定为新石器时期的遗址，并被部分研究人员认为是阴山岩画的一个分支。2007年11月到2010年3月，乌海市政府参与了第三次全国文物普查，并在这次普查中发现了位于桌子山雀儿沟中的岩画。

## 分布
桌子山岩画的分布区域主要集中在召烧沟、苦菜沟、毛尔沟、苏白音沟、苏白音后沟、雀儿沟等地点，这些地点均位于桌子山西麓:61-62，其中召烧沟岩画、小摩尼沟岩画、苏白音后沟岩画和雀儿沟岩画位于乌海市境内，其余位于鄂尔多斯市境内。从岩画与山体的相对位置来看，召烧沟岩画为山地缓坡岩画，也是桌子山岩画群当中唯一一处出土岩画，其余均为悬崖峭壁岩画。分布于苦菜沟的2处岩画分别位于6.6米和13.2米的两处不同高度的悬崖上，根据周围的地质结构，可以大致推断出原来岩画的位置比较接近地面，由于新构造运动的影响才抬升至悬崖之上:444。

## 内容
桌子山岩画当中，出现最多的形象是太阳的形象，部分太阳形象当中绘有人脸。除此之外，岩画当中还存在大量的完整人像，这些人像一度被标示为“舞者”，这些人像的下体部分均被描绘呈三角形，与体型显得不匀称，显得非常夸张。有研究认为这里的部分绘像实际上是汉字的雏形。

## 保护
由于当地矿产被大规模开发，白灰窑、煤窑开采时开山放炮、粉煤尘等都对岩画保护造成了不利的影响，画面剥落得比较厉害。另外，由于形成年代久远，在洪水冲刷等自然原因下，岩画出现了部分坍塌。1986年，桌子山岩画中的召烧沟岩画被列为内蒙古自治区文物保护单位。当年，内蒙古自治区文化厅下拨20000元用于保护这些岩画。乌海市文物工作站用这笔钱置办了400米×400米的围栏，以防止牲畜对它的践踏，并对三处较集中的岩画用铁栅栏进行了封护。1992年，乌海市投入20万元，在其中一处建起了封闭式建筑。2001年，乌海市政府投入25万元用于召烧沟岩画的翻模复制和B－72有机化学保护剂保护修复。整个工程耗时约1个月，翻模复制了召烧沟较集中的岩画，并将这些复制品陈列在乌海博物馆。2013年，桌子山岩画群被列为全国重点文物保护单位。2014年11月，经过1年多的施工，桌子山召烧沟岩画的保护大厅基本建设完工，这也是中国第一处在岩画遗址上建立起来的保护工程。